# Records de Russie d'athlétisme

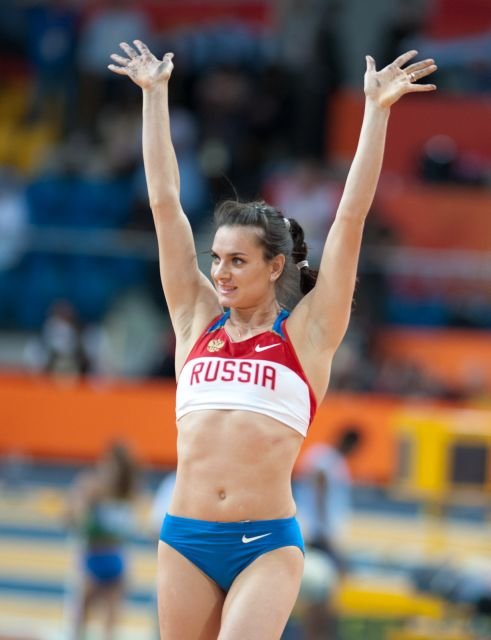
Yelena Isinbayeva détient le record du monde du saut à la perche féminin.

Les records de Russie d'athlétisme sont les meilleures performances réalisées par des athlètes russes et homologuées par la Fédération russe d'athlétisme.

## En plein air

### Hommes
| Épreuve              | Record | Athlète                                                              | Date               | Compétition                     | Lieu              | Réf.   |
| -------------------- | --- | -------------------------------------------------------------------- | ------------------ | ------------------------------- | ----------------- | ------ |
| 100 m                | 10 s 10 (+1,3 m/s) | Andrey Yepishin                                                      | 8 août 2006        | Championnats d'Europe           | Göteborg          |        |
| 100 m                | 10 s 10 | Nikolay Yushmanov                                                    | 7 juin 1986        | Mémorial Znamensky              | Leningrad         | [ 1 ]  |
| 200 m                | 20 s 23 (-0,4 m/s) | Vladimir Krylov                                                      | 3 septembre 1987   | Championnats du monde           | Rome              |        |
| 400 m                | 44 s 60 | Viktor Markin                                                        | 30 juillet 1980    | Jeux olympiques                 | Moscou            |        |
| 800 m                | 1 min 42 s 47 | Yuriy Borzakovskiy                                                   | 24 août 2001       | Mémorial Van Damme              | Bruxelles         |        |
| 1 000 m              | 2 min 15 s 50 | Yuriy Borzakovskiy                                                   | 22 juillet 2008    | DN Galan                        | Stockholm         |        |
| 1 500 m              | 3 min 32 s 28 | Vyacheslav Shabunin                                                  | 30 juin 2000       | Golden Gala                     | Rome              |        |
| Mile                 | 3 min 49 s 83 | Vyacheslav Shabunin                                                  | 29 juin 2001       | Golden Gala                     | Rome              |        |
| 2 000 m              | 4 min 57 s 18 | Vyacheslav Shabunin                                                  | 29 juin 1997       |                                 | Villeneuve-d'Ascq |        |
| 3 000 m              | 7 min 39 s 4 | Vyacheslav Shabunin                                                  | 12 juillet 1995    | Meeting Nikaïa                  | Nice              |        |
| 5 000 m              | 13 min 11 s 95 | Vladimir Nikitin                                                     | 24 juillet 2021    | Mémorial Valeriy Abramov        | Dolgoproudny      |        |
| 10 000 m             | 27 min 53 s 12 | Sergey Ivanov                                                        | 17 juillet 2008    | Championnats de Russie          | Kazan             |        |
| 10 km (route)        | 28 min 47 | Vyacheslav Shabunin                                                  | 21 mai 2006        | Great Manchester Run            | Manchester        |        |
| 15 km (route)        | 44 min 05 | Oleg Strizhakov                                                      | 31 mai 1992        |                                 | La Courneuve      |        |
| 20 000 m             | 59 min 02 s 0 | Rashid Sharafyetdinov                                                | 2 mai 1971         |                                 | Leningrad         |        |
| 20 km (route)        | 58 min 50 | Oleg Strizhakov                                                      | 16 octobre 1994    |                                 | Paris             |        |
| Heure                | 20 000 m | Rashid Sharafyetdinov                                                | 2 mai 1971         |                                 | Leningrad         |        |
| Semi-marathon        | 1 min 00 s 42 | Vladimir Nikitin                                                     | 5 septembre 2021   | Championnats de Russie          | Iaroslavl         | [ 2 ]  |
| 25 000 m             | 1 h 17 min 34 s 0 | Albert Ivanov                                                        | 27 septembre 1955  |                                 | Moscou            |        |
| 25 km (route)        | 1 h 14 min 43 | Grigoriy Andreyev                                                    | 13 mars 2005       |                                 | Séoul             |        |
| 30 000 m             | 1 h 34 min 22 s 0 (ht) | Viktor Baykov                                                        | 22 juin 1963       |                                 | Moscou            |        |
| 30 km (route)        | 1 h 32 min 04 | Anatoliy Streletz                                                    | 2 juin 1974        |                                 | Moscou            |        |
| Marathon             | 2 h 09 min 07 | Aleksey Sokolov                                                      | 29 octobre 2007    | Marathon de Dublin              | Dublin            |        |
| 100 km               | 6 h 20 min 44 | Aleksey Volgin                                                       | 16 septembre 1995  |                                 | Winschoten        |        |
| 110 m haies          | 12 s 92 (+0,6 m/s) | Sergueï Choubenkov                                                   | 2 juillet 2018     | Mémorial István Gyulai          | Székesfehérvár    | [ 4 ]  |
| 400 m haies          | 48 s 05 | Denis Kudryavtsev                                                    | 25 août 2015       | Championnats du monde           | Pékin             | [ 5 ]  |
| 3 000 m steeple      | 8 min 15 s 54 | Pavel Potapovich                                                     | 4 juillet 2003     | Meeting Gaz de France           | Saint-Denis       |        |
| Saut en hauteur      | 2,41 m | Ivan Ukhov                                                           | 9 mai 2014         | Qatar Athletic Super Grand Prix | Doha              | [ 6 ]  |
| Saut à la perche     | 6,05 m | Maksim Tarasov                                                       | 16 juin 1999       | Athens Grand Prix               | Athènes           |        |
| Saut en longueur     | 8,56 m (+0,2 m/s) | Aleksandr Menkov                                                     | 16 août 2013       | Championnats du monde           | Moscou            | [ 7 ]  |
| Triple saut          | 17,77 m (+1,0 m/s) | Aleksandr Kovalenko                                                  | 18 juillet 1987    | Championnats d'URSS             | Briansk           | [ 8 ]  |
| Lancer du poids      | 22,24 m | Sergey Smirnov                                                       | 21 juin 1986       |                                 | Tallinn           |        |
| Lancer du disque     | 71,86 m | Yuriy Dumchev                                                        | 29 mai 1983        |                                 | Moscou            |        |
| Lancer du marteau    | 86,04 m | Sergey Litvinov                                                      | 3 juillet 1986     |                                 | Dresde            |        |
| Lancer du javelot    | 92,61 m | Sergey Makarov                                                       | 30 juin 2002       | Norwich Union Classic           | Sheffield         |        |
| Décathlon            | 8 698 pts | Grigoriy Degtyaryev                                                  | 21–22 juin 1984    | Championnats d'URSS             | Kiev              | [ 8 ]  |
| Décathlon            | 10 s 87 (+0,7 m/s) (100 m), 7,42 m (+0,1 m/s) (longueur), 16,03 m (poids), 2,10 m (hauteur), 49 s 75 (400 m) / 14 s 53 (+0,3 m/s) (110 m haies), 51,20 m (disque), 4,90 m (perche), 67,08 m (javelot), 4 min 23 s 09 (1 500 m) |                                                                      |                    |                                 |                   |        |
| 10 000 m marche      | 38 min 46 s 4 | Viktor Burayev                                                       | 20 mai 2000        |                                 | Moscou            |        |
| 10 km marche (route) | 37 min 11 s | Roman Rasskazov                                                      | 28 mai 2000        |                                 | Saransk           |        |
| 20 000 m marche      | 1 h 19 min 22 s 5 | Aleksey Pershin                                                      | 7 mai 1988         |                                 | Fana              |        |
| 20 km marche (route) | 1 h 17 min 16 s | Vladimir Kanaykin                                                    | 29 septembre 2007  |                                 | Saransk           |        |
| 30 000 m marche      | 2 h 08 min 21 s 0 | German Skurygin                                                      | 9 septembre 2002   |                                 |                   |        |
| 35 km marche (route) | 2 h 21 min 31 s | Vladimir Kanaykin                                                    | 19 février 2006    | Championnats de Russie          | Adler             | [ 10 ] |
| 50 000 m marche      | 3 h 48 min 59 s 0 | Vladimir Resayev                                                     | 2 mai 1980         |                                 |                   |        |
| 50 km marche (route) | 3 h 34 min 14 s | Denis Nizhegorodov                                                   | 11 mai 2008        | Coupe du monde de marche        | Tcheboksary       |        |
| Relais 4 × 100 m     | 38 s 46 | Innokentiy Zharov Vladimir Krylov Oleg Fatun Aleksandr Goremykin     | 1er septembre 1990 | Championnats d'Europe           | Split             |        |
| Relais 4 × 200 m     | 1 min 21 s 63 | Eduard Ivanov Andrey Fedoriv Oleg Fatun Andrey Grigoryev             | 5 juin 1993        |                                 | Portsmouth        |        |
| Relais 4 × 400 m     | 2 min 59 s 45 | Artyom Denmukhametov Pavel Trenikhin Denis Kudryavtsev Pavel Ivashko | 29 août 2015       |                                 | Pékin             |        |
| Relais 4 × 800 m     | 7 min 11 s 96 | Sergey Melnikov Sergey Samoylov Andreï Loguinov Aleksey Oleynikov    | 5 juin 1993        |                                 | Portsmouth        |        |

### Femmes
| Épreuve              | Record | Athlète                                                                                               | Date               | Compétition                               | Lieu         | Réf.   |
| -------------------- | --- | --- | ------------------ | ----------------------------------------- | ------------ | ------ |
| 100 m                | 10 s 77 (+0,9 m/s) | Irina Privalova                                                                                       | 6 juillet 1994     | Athletissima                              | Lausanne     |        |
| 200 m                | 21 s 87 (0,0 m/s) | Irina Privalova                                                                                       | 25 juillet 1995    | Meeting Herculis                          | Monaco       |        |
| 400 m                | 49 s 11 | Olga Nazarova                                                                                         | 25 septembre 1988  | Jeux olympiques                           | Séoul        |        |
| 800 m                | 1 min 54 s 81 | Olga Mineyeva                                                                                         | 27 juillet 1980    | Jeux olympiques                           | Moscou       |        |
| 1 000 m              | 2 min 28 s 98 (WR) | Svetlana Masterkova                                                                                   | 23 août 1996       | Mémorial Van Damme                        | Bruxelles    |        |
| 1 500 m              | 3 min 52 s 47 (AR) | Tatyana Kazankina                                                                                     | 13 août 1980       | Weltklasse Zürich                         | Zurich       |        |
| Mile                 | 4 min 12 s 56 (WR) | Svetlana Masterkova                                                                                   | 14 août 1996       | Weltklasse Zürich                         | Zurich       |        |
| 2 000 m              | 5 min 28 s 72 | Tatyana Kazankina                                                                                     | 4 août 1984        |                                           | Moscou       |        |
| 3 000 m              | 8 min 22 s 62 | Tatyana Kazankina                                                                                     | 26 août 1984       |                                           | Leningrad    |        |
| 5 000 m              | 14 min 23 s 75 | Liliya Shobukhova                                                                                     | 19 juillet 2008    | Championnats de Russie                    | Kazan        |        |
| 10 000 m             | 30 min 23 s 07 | Alla Zhilyayeva                                                                                       | 23 août 2003       | Championnats du monde                     | Saint-Denis  | [ 11 ] |
| 10 km (route)        | 32 min 42 s | Lyudmila Biktasheva                                                                                   | 24 février 2008    |                                           | San Juan     |        |
| 15 km (route)        | 48 min 22 s | Alevtina Ivanova                                                                                      | 8 septembre 2007   | Championnats d'Europe féminins des clubs  | Moscou       | [ 12 ] |
| 20 km (route)        | 1 min 06 s 30 | Gulnara Vygovskaya                                                                                    | 8 octobre 2006     | Championnats du monde de course sur route | Debrecen     | [ 13 ] |
| Semi-marathon        | 1 h 08 min 07 s | Yelena Korobkina                                                                                      | 5 septembre 2021   | Championnats de Russie                    | Iaroslavl    |        |
| 25 km (route)        | 1 h 24 min 38 s | Svetlana Zakharova                                                                                    | 12 mai 2001        | Old Kent River Bank                       | Grand Rapids | [ 14 ] |
| 30 km (route)        | 1 h 46 min 5 s | Lyudmila Korchagina                                                                                   | 28 mars 2004       | Around the Bay                            | Hamilton     | [ 15 ] |
| Marathon             | 2 h 20 min 47 s | Galina Bogomolova                                                                                     | 22 octobre 2006    | Marathon de Chicago                       | Chicago      |        |
| 100 km               | 7 h 10 min 32 s | Tatiana Zhyrkova                                                                                      | 11 septembre 2004  |                                           | Winschoten   |        |
| 100 m haies          | 12 s 26 (+1,7 m/s) | Ludmila Narozhilenko                                                                                  | 6 juin 1992        | Gran Premio Expo'92                       | Séville      |        |
| 400 m haies          | 52 s 34 | Yuliya Pechonkina                                                                                     | 8 août 2003        | Championnats de Russie                    | Toula        | [ 16 ] |
| 3 000 m steeple      | 8 min 58 s 81 (WR) | Gulnara Samitova-Galkina                                                                              | 17 août 2008       | Jeux olympiques                           | Pékin        | [ 17 ] |
| Saut en hauteur      | 2,07 m | Anna Chicherova                                                                                       | 22 juillet 2011    | Championnats de Russie                    | Tcheboksary  | [ 18 ] |
| Saut à la perche     | 5,06 m (WR) | Yelena Isinbaeva                                                                                      | 28 août 2009       | Weltklasse Zürich                         | Zurich       | [ 19 ] |
| Saut en longueur     | 7,52 m (+1,4 m/s) (WR) | Galina Chistyakova                                                                                    | 11 juin 1988       | Mémorial Znamensky                        | Leningrad    |        |
| Triple saut          | 15,34 m (-0,5 m/s) | Tatyana Lebedeva                                                                                      | 4 juillet 2004     | Athens Grand Prix                         | Heraklion    |        |
| Lancer du poids      | 22,63 m (WR) | Natalya Lisovskaya                                                                                    | 7 juin 1987        | Mémorial Znamensky                        | Moscou       |        |
| Lancer du disque     | 73,28 m | Galina Savinkova                                                                                      | 8 septembre 1984   | Championnats d'URSS                       | Donetsk      | [ 20 ] |
| Lancer du marteau    | 78,51 m | Tatyana Lysenko                                                                                       | 5 juillet 2012     | Championnats de Russie                    | Tcheboksary  |        |
| Lancer du javelot    | 70,53 m | Mariya Abakumova                                                                                      | 1er septembre 2013 | ISTAF                                     | Berlin       |        |
| Heptathlon           | 7 007 pts | Larisa Turchinskaya                                                                                   | 10–11 juin 1989    | Championnats d'URSS                       | Briansk      | [ 21 ] |
| Heptathlon           | 13 s 40 (+1,4 m/s) (100 m haies), 1,89 m (hauteur), 16,45 m (poids), 23 s 97 (+1,1 m/s) (200 m) / 6,73 m (+4,0 m/s) (longueur), 53,94 m (javelot), 2 min 15 s 31 (800 m) | |                    |                                           |              |        |
| 5000 m marche        | 20 min 28 s 05 | Tatyana Kalmykova                                                                                     | 12 juillet 2007    | Championnats du monde jeunesse            | Ostrava      | [ 22 ] |
| 10 000 m marche      | 41 min 56 s 23 (WR) | Nadezhda Ryashkina                                                                                    | 24 juillet 1990    | Goodwill Games                            | Seattle      |        |
| 10 km marche (route) | 41 min 04 s | Yelena Nikolayeva                                                                                     | 20 avril 1996      | Championnats de Russie                    | Sotchi       |        |
| 20 000 m marche      | 1 h 26 min 52 s 3 (WR) | Olimpiada Ivanova                                                                                     | 6 septembre 2001   | Goodwill Games                            | Brisbane     |        |
| 20 km marche (route) | 1 h 24 min 56 s | Olga Kaniskina                                                                                        | 28 février 2009    | Championnats hivernaux de marche          | Adler        |        |
| 20 km marche (route) | 1 h 24 min 47 s | Elmira Alembekova                                                                                     | 27 février 2015    | Championnats hivernaux de marche          | Sotchi       |        |
| Relais 4 × 100 m     | 41 s 49 | Équipe nationale Olga Bogoslovskaya Galina Malchugina Natalya Pomoshchnikova-Voronova Irina Privalova | 22 août 1993       | Championnats du monde                     | Stuttgart    |        |
| Relais 4 × 200 m     | 1 min 31 s 49 | Équipe nationale Yuliya Sotnikova Marina Zhirova Elena Mizera Zoya Sokolova                           | 5 juin 1993        | Pearl European Relays                     | Portsmouth   |        |
| Relais 4 × 400 m     | 3 min 18 s 38 | Équipe nationale Yelena Ruzina Tatyana Alekseyeva Margarita Ponomaryova Irina Privalova               | 22 août 1993       | Championnats du monde                     | Stuttgart    |        |
| Relais 4 × 800 m     | 7 min 56 s 6 | RSFS de Russie Zoya Rigel Lyubov Gurina Yekaterina Podkopayeva Tatyana Mishkel                        | 9 septembre 1980   | Championnats d'URSS                       | Donetsk      |        |

## En salle

### Hommes
| Épreuve          | Record | Athlète                                                                | Date             | Compétition                                           | Lieu      | Réf.   |
| ---------------- | --- | ---------------------------------------------------------------------- | ---------------- | ----------------------------------------------------- | --------- | ------ |
| 50 m             | 5 s 64 | Aleksandr Porkhomovskiy                                                | 4 février 1994   | Russian Winter                                        | Moscou    |        |
| 60 m             | 6 s 52 | Andrey Grigoryev                                                       | 24 février 1995  | Championnats de Russie en salle                       | Volgograd | [ 23 ] |
| 60 m             | 6 s 52 | Andrey Yepishin                                                        | 10 mars 2006     | Championnats du monde en salle                        | Moscou    | [ 24 ] |
| 200 m            | 20 s 53 | Vladimir Krylov                                                        | 22 février 1987  | Championnats d'Europe en salle                        | Liévin    |        |
| 300 m            | 32 s 75 | Roman Smirnov                                                          | 8 février 2011   | Meeting du Pas-de-Calais                              | Liévin    | [ 25 ] |
| 400 m            | 45 s 90 | Ruslan Mashchenko                                                      | 1er mars 1998    | Championnats d'Europe en salle                        | Valence   |        |
| 800 m            | 1 min 44 s 15 | Yuriy Borzakovskiy                                                     | 27 janvier 2001  | Meeting de Karlsruhe                                  | Karlsruhe |        |
| 1 000 m          | 2 min 17 s 10 | Yuriy Borzakovskiy                                                     | 1er février 2009 | Russian Winter                                        | Moscou    |        |
| 1 500 m          | 3 min 36 s 68 | Vyacheslav Shabunin                                                    | 22 février 1998  | Meeting du Pas-de-Calais                              | Liévin    |        |
| 3 000 m          | 7 min 39 s 94 | Vyacheslav Shabunin                                                    | 9 février 2020   |                                                       | Moscou    |        |
| 5 000 m          | 13 min 46 s 63 | Sergey Ivanov                                                          | 8 février 2008   |                                                       | Moscou    |        |
| 60 m haies       | 7 s 44 | Evgeniy Borisov                                                        | 16 février 2008  | Coupe d'Europe des nations d'athlétisme en salle 2008 | Moscou    |        |
| 2 000 m steeple  | 5 min 21 s 50 [EB] | Ilgizar Safiullin                                                      | 8 février 2015   | Championnats de Moscou en salle                       | Moscou    | [ 26 ] |
| Saut en hauteur  | 2,40 m | Ivan Ukhov                                                             | 25 février 2009  |                                                       | Le Pirée  |        |
| Saut en hauteur  | 2,40 m | Aleksey Dmitrik                                                        | 8 février 2014   |                                                       | Arnstadt  |        |
| Saut à la perche | 6,00 m | Radion Gataullin                                                       | 2 février 1993   | Russian Winter                                        | Moscou    |        |
| Saut à la perche | 6,00 m | Radion Gataullin                                                       | 13 février 1993  | Meeting du Pas-de-Calais                              | Liévin    |        |
| Saut à la perche | 6,00 m | Maksim Tarasov                                                         | 5 février 1999   |                                                       | Budapest  |        |
| Saut en longueur | 8,43 m | Stanislav Tarasenko                                                    | 26 janvier 1994  |                                                       | Moscou    |        |
| Triple saut      | 17,77 m | Leonid Voloshin                                                        | 6 février 1994   |                                                       | Grenoble  |        |
| Lancer du poids  | 21,40 m | Sergey Smirnov                                                         | 6 février 1987   | Championnats d'URSS en salle                          | Penza     | [ 27 ] |
| Heptathlon       | 6 412 pts | Lev Lobodin                                                            | 7–8 février 2003 |                                                       | Moscou    |        |
| Heptathlon       | 6 s 88 (60 m), 7,45 m (longueur), 16,67 m (poids), 2,07 m (hauteur) / 7 s 82 (60 m haies), 5,20 m (perche), 2 min 46 s 35 (1 000 m) |                                                                        |                  |                                                       |           |        |
| 5 000 m marche   | 18 min 07 s 08 (WR) | Mikhail Shchennikov                                                    | 14 février 1995  | Russian Winter                                        | Moscou    |        |
| Relais 4 × 200 m | 1 min 23 s 04 | Edvin Ivanov Oleg Fatun Andrey Fedoriv Mikhail Vdovin                  | 30 janvier 1993  |                                                       | Glasgow   |        |
| Relais 4 × 400 m | 3 min 04 s 82 | Aleksandr Ladeyshchikov Ruslan Mashchenko Boris Gorban Andreï Semionov | 11 mars 2001     | Championnats du monde en salle                        | Lisbonne  | [ 28 ] |
| Relais 4 × 800 m | 7 min 15 s 77 | Roman Trubetskoy Dmitriy Bukreyev Dmitriy Bogdanov Yuriy Borzakovskiy  | 10 février 2008  | Championnats de Russie en salle                       | Moscou    |        |

### Femmes
| Épreuve          | Record                                                                                           | Athlète                                                                   | Date               | Compétition                     | Lieu           | Réf.   |
| ---------------- | ------------------------------------------------------------------------------------------------ | ------------------------------------------------------------------------- | ------------------ | ------------------------------- | -------------- | ------ |
| 50 m             | 5 s 96 (WR)                                                                                      | Irina Privalova                                                           | 9 février 1995     |                                 | Madrid         |        |
| 60 m             | 6 s 92 (WR)                                                                                      | Irina Privalova                                                           | 11 février 1993    |                                 | Madrid         |        |
| 60 m             | 6 s 92 (WR)                                                                                      | Irina Privalova                                                           | 9 février 1995     |                                 | Madrid         |        |
| 200 m            | 22 s 10                                                                                          | Irina Privalova                                                           | 19 février 1995    | Meeting du Pas-de-Calais        | Liévin         |        |
| 300 m            | 35 s 45 (WR)                                                                                     | Irina Privalova                                                           | 17 janvier 1993    |                                 | Moscou         |        |
| 400 m            | 49 s 68                                                                                          | Natalya Nazarova                                                          | 18 février 2004    | Championnats de Russie en salle | Moscou         |        |
| 800 m            | 1 min 57 s 47                                                                                    | Natalya Tsyganova                                                         | 7 mars 1999        | Championnats du monde en salle  | Maebashi       |        |
| 1 000 m          | 2 min 32 s 16 (AR)                                                                               | Yuliya Fomenko                                                            | 25 janvier 2006    | Russian Winter                  | Moscou         |        |
| 1 500 m          | 3 min 58 s 28                                                                                    | Yelena Soboleva                                                           | 18 février 2006    | Championnats de Russie en salle | Moscou         |        |
| Mile             | 4 min 23 s 49                                                                                    | Olga Komyagina                                                            | 27 janvier 2008    | Russian Winter                  | Moscou         |        |
| 2 000 m          | 5 min 38 s 98                                                                                    | Mariya Konovalova                                                         | 7 janvier 2010     | Mémorial Yalamov                | Iekaterinbourg | [ 29 ] |
| 3 000 m          | 8 min 27 s 86                                                                                    | Liliya Shobukhova                                                         | 17 février 2006    | Championnats de Russie en salle | Moscou         |        |
| 5 000 m          | 15 min 10 s 63                                                                                   | Olga Yegorova                                                             | 30 janvier 2000    |                                 | Dortmund       |        |
| 50 m haies       | 6 s 65                                                                                           | Ludmila Engquist                                                          | 7 février 1993     |                                 | Grenoble       |        |
| 60 m haies       | 7 s 69                                                                                           | Ludmila Engquist                                                          | 4 février 1990     | Championnats d'URSS en salle    | Tcheliabinsk   |        |
| Saut en hauteur  | 2,06 m                                                                                           | Anna Chicherova                                                           | 4 février 2012     | Hochsprung mit Musik            | Arnstadt       | [ 30 ] |
| Saut à la perche | 5,01 m (AR)                                                                                      | Yelena Isinbayeva                                                         | 23 février 2012    | XL Galan                        | Stockholm      | [ 31 ] |
| Saut en longueur | 7,30 m                                                                                           | Galina Chistyakova                                                        | 28 janvier 1989    |                                 | Lipetsk        |        |
| Triple saut      | 15,36 m (WR)                                                                                     | Tatyana Lebedeva                                                          | 6 mars 2004        | Championnats du monde en salle  | Budapest       | [ 32 ] |
| Lancer du poids  | 22,14 m                                                                                          | Natalya Lisovskaya                                                        | 7 février 1987     | Championnats d'URSS en salle    | Penza          |        |
| Pentathlon       | 4 991 pts                                                                                        | Irina Belova                                                              | 14-15 février 1992 |                                 | Berlin         |        |
| Pentathlon       | 8 s 22 (60 m haies), 1,93 m (hauteur), 13,25 m (poids), 6,67 m (longueur), 2 min 10 s 26 (800 m) |                                                                           |                    |                                 |                |        |
| 3 000 m marche   | 11 min 44 s 00                                                                                   | Alina Ivanova                                                             | 7 février 1992     | Russian Winter                  | Moscou         |        |
| 5 000 m marche   | 20 min 10 s 3                                                                                    | Vera Sokolova                                                             | 30 décembre 2010   |                                 | Saransk        | [ 33 ] |
| 10 000 m marche  | 44 min 38 s 8                                                                                    | Olimpiada Ivanova                                                         | 21 janvier 2001    |                                 | Moscou         |        |
| Relais 4 × 200 m | 1 min 32 s 41 (WR)                                                                               | Yekaterina Kondratyeva Irina Khabarova Yuliya Pechonkina Yuliya Gushchina | 29 janvier 2005    |                                 | Glasgow        |        |
| Relais 4 × 400 m | 3 min 23 s 37 (WR)                                                                               | Yuliya Gushchina Olga Kotlyarova Olga Zaytseva Olesya Krasnomovets        | 28 janvier 2006    |                                 | Glasgow        |        |
| Relais 4 × 800 m | 8 min 06 s 24 (WR)                                                                               | Aleksandra Bulanova Yekaterina Martynova Yelena Kofanova Anna Balakshina  | 18 février 2011    | Championnats de Russie en salle | Moscou         | [ 34 ] |